# .mh
.mh為馬紹爾群島國家及地區頂級域（ccTLD）的域名。	該域名於1996年8月16日啟用。但實際上自1997年以来從未有人註冊該域名。截至2021年，谷歌搜索显示僅有三个網站使用.mh域名。大多数马绍尔群岛网站通常使用的域名為.com、.net或 .org，並且几乎所有马绍尔群岛网站都托管在其他国家和地区。

## 外部連結
- IANA .mh whois information（页面存档备份，存于）
- .mh domain registration website